# Gonocalyx concolor
Gonocalyx concolor är en ljungväxtart som beskrevs av Nevl. Gonocalyx concolor ingår i släktet Gonocalyx och familjen ljungväxter. Inga underarter finns listade i Catalogue of Life.

## Bildgalleri

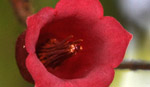